# John Bunyan
John Bunyan (Bedford, Bedfordshire, 1628 - Regne d'Anglaterra, 1688) fou un escriptor anglès, famós per ser l'autor de The Pilgrim's Progress (El viatge del pelegrí), una novel·la que reflecteix l'ideal de formació del cristianisme. Nascut en una família de classe mitjana rural a Harrowden, prop de Bedford (Anglaterra), Bunyan va ser educat majoritàriament pel seu pare, a qui va deixar quan aquest es va tornar a casar després de quedar vidu. Va allistar-se en l'exèrcit, en què va servir sis anys i, posteriorment, es va casar amb una dona pobra i profundament religiosa, que el va acostar cap a l'Església. Es va tornar predicador i va entrar en contacte amb diversos grups cristians radicals. Els seus discursos encesos van fer que fos empresonat el 1660 i va romandre a la presó més de vint anys sumant els diversos arrestos, per la seva negativa a desdir-se del que predicava. En les seves temporades en llibertat, fundava congregacions que seguien els seus ensenyaments propers al puritanisme, malgrat la prohibició oficial. Va morir d'un refredat en un dels seus viatges parroquials.

## Obres
- Grace Abounding to the chief of sinners (autobiografia, en la línia de les Confessions d'Agustí d'Hipona).
- The Pilgrim's Progress, un dels llibres més llegits en anglès.
- The Life and Death of Mr. Badman, complement de l'anterior.
- The Holy War, al·legoria de la lluita eterna entre el bé i el mal.
- Christiana, en què exposa el model femení del cristianisme.